# Мухаџер Талиновац
Мухаџер Талиновац (алб. Talinoci i Muhaxhirëve) је насељено место у општини Урошевац, на Косову и Метохији. Према попису становништва из 2011. у насељу је живело 1.961 становника.

## Положај
Налази се североисточно од Урошевца, на Талиновачком (Паун) пољу, на коме се некада налазио један од двораца Немањића. Село је у равници, у близини Талиновца, а око 4 km североисточно од Урошевца. Збијеног је типа. Дели се на махале Петровц и Мрљак, чији су називи дошли по најбројнијим мухаџирским кућама досељеним из Петровца и Мрљака у Топлици. Махале су подељене улицом.

## Историја
Село су 1864. основали Черкези, које су Турци као избеглице из свог завичаја под руском управом колонизовали. При досељењу мухаџира из Србије 1878, Черкези се, бојећи се скорог доласка Србије на Косово, сви из овог села преселе у Урошевац, да би се одатле иселили дубље у унутрашњност Турске (неки од њих су у Урошевцу остали све до 1912). При напуштању села било их је око 20 кућа. Као успомена на њих је топограски назив Черкеско гробље или арбанашки: Вора т’ Черкезве. По исељењу Черкеза у селу су се населили Арбанаси мухаџири из Топлице. Задржавши исто име села на чијем је атару подигнуто, а за разлику од њега, ово је село, по својим становницима мухаџирима, добило атрибут „Муаџер“. Од 1913. су се у селу почели настањивати и Срби на купљеним имањима од мухаџира који су се исељавали у Турску.

## Становништво
У насељу према подацима из јула 2011. живи осам српских повратничких породица. Према попису из 2011. године, Мухаџер Талиновац има следећи етнички састав становништва:
| Националност | 2011.          |
| Албанци      | 1.943 (99,08%) |
| Срби         | 7 (0,36%)      |
| Бошњаци      | 1 (0,05%)      |
| недоступно   | 10 (0,51%)     |
| Укупно       | 1.961          |

| Демографија | Демографија | Демографија |
| Година      | Становника  | Становника  |
| ----------- | ----------- | ----------- |
| 1948.       | 613         |             |
| 1953.       | 648         |             |
| 1961.       | 652         |             |
| 1971.       | 878         |             |
| 1981.       | 1.133       |             |
| 1991.       | 1.294       |             |
| 2011.       | 1.961       |             |